# Rabár Ferenc
Rabár Ferenc (Budapest, 1929. június 4. – Budapest, 1999. december 29.) magyar közgazdász, politikus, az Antall-kormány pénzügyminisztere 1990. május 23. és 1990. december 20. között, egyetemi tanár.

## Életpályája
A Közlekedési és Postaügyi Minisztérium Gazdasági Vasutak Igazgatósága csoportvezetője volt 1955 és 1960 között, majd az Ipargazdasági Intézet matematikai modellek és számítógép-alkalmazási osztályvezetőjeként dolgozott 1960 és 1965 között. Ezt követően 1965 és 1975 között a Központi Statisztikai Hivatal Információfeldolgozási Laboratórium Rendszertechnikai Vállalat igazgatói posztját töltötte be. A Bécshez közeli Laxenburgban a Nemzetközi Alkalmazott Rendszerelemzési Intézet mezőgazdasági programvezetője lett előbb 1975 és 1980, majd 1985 és 1990 között. Az Marx Károly Közgazdaságtudományi Egyetem (MKKE) tudományos főmunkatársa volt 1980 és 1981 folyamán, majd az Országos Tervhivatal osztályvezetőjeként illetve megbízott főosztályvezetőjeként dolgozott 1982 és 1985 között. 1985-ben visszatért az MKKE-hez és itt dolgozott, amikor Antall József felkérte kormányában a pénzügyminiszteri tisztség betöltésére. Rabár Ferenc pártonkívüliként, 1990. május 23. és 1990. december 20. között töltötte be ezt a posztot. Lemondását követően utódja  Kupa Mihály lett. Az origo nekrológja szerint "Rabár Ferenc liberális közgazdasági nézeteket vallott, ugyanakkor erősen szociális gondolkodásúnak tartotta magát. Pénzügyminiszterként a rendszerváltás utáni gazdasági helyzetben azonban kevéssé tudta szociális érzékenységét érvényre juttatni. Ez az időszak inkább a gazdasági megszorítások időszaka volt, és kevésbé a jóléti állam kiépítéséé". Állítólag Rabár azért mondott le a tárca vezetéséről, mert állandóan konfliktusba keveredett Matolcsy Györggyel, aki akkor a Miniszterelnöki Hivatal Gazdaságpolitikai Titkárságát vezette.
Lemondását követően 1991 és 1994 között a Kereszténydemokrata Politikai Akadémia igazgatója volt. 1991-től a BME docense, majd 1993 és 1996 között egyetemi tanára. 1996 és 1999 között a Pázmány Péter Katolikus Egyetem egyetemi tanára volt. 1998 végétől - tudományos munkája mellett - Orbán Viktor miniszterelnök gazdasági tanácsadó testületének volt a tagja.
Eredetileg pártonkívüli volt, majd 1993 és 1995 között a Kereszténydemokrata Néppárt tagja.
Hetvenéves korában, rövid, súlyos betegséget követően hunyt el.

## Főbb művei
- Matematikai módszerek a vezetői döntések előkészítésében (Lampis Tamással, 1966)
- Az energiagazdasági rendszer szimulációja (1974)
- Nemzetközi fejlődés és magyar agrárpolitika (Csáki Csabával, 1990)
- A kötéltáncos magányossága (válogatott írások, 2002)